# The Sims: Superstar
The Sims: Superstar (en català Els Sims: Super Estrella) és la sisena expansió que va sortir per a PC dels Sims. En aquesta expansió permet al jugador convertir-se en personatges famosos i inclou representacions d'unes quantes personalitats famoses de Hollywood.